# Travelcard Zone 5
Travelcard Zone 5 è la quinta zona tariffaria del Transport for London usata per calcolare il costo del biglietto per un viaggio  sulla rete della Metropolitana di Londra. Nel Travelcard zonal system, Londra è divisa in nove zone (approssimativamente concentriche) che servono a determinare il costo di un Travelcard. Le zone sono anche usate per calcolare il costo di una singola corsa sulla rete della Metropolitana e sulla Docklands Light Railway. Per poter però usufruire anche di altri mezzi pubblici come tram e bus occorre però un altro tipo di biglietto. Ogni tipologia di biglietto è a sua volta caricabile sulla Oyster Card che consente di viaggiare con facilità sull'intera rete dei trasporti pubblici della Greater London.

## Stazioni
Le seguenti stazioni sono inserite nella Zona 5:
| Stazione            | Borough              | Gestita                      | Note                                                 |
| ------------------- | -------------------- | ---------------------------- | ---------------------------------------------------- |
| Albany Park         | Bexley               | Southeastern                 |                                                      |
| Becontree           | Barking and Dagenham | London Underground           |                                                      |
| Berrylands          | Kingston             | South West Trains            |                                                      |
| Belvedere           | Bexley               | Southeastern                 |                                                      |
| Bexleyheath         | Bexley               | Southeastern                 |                                                      |
| Bickley             | Bromley              | Southeastern                 |                                                      |
| Brimsdown           | Enfield              | National Express East Anglia |                                                      |
| Bromley South       | Bromley              | Southeastern                 |                                                      |
| Buckhurst Hill      | Epping Forest        | London Underground           | Fuori dalla Greater London ma inclusa in questa zona |
| Bush Hill Park      | Enfield              | National Express East Anglia |                                                      |
| Canons Park         | Harrow               | London Underground           |                                                      |
| Carshalton          | Sutton               | Southern                     |                                                      |
| Carshalton Beeches  | Sutton               | Southern                     |                                                      |
| Chadwell Heath      | Barking and Dagenham | National Express East Anglia |                                                      |
| Chingford           | Waltham Forest       | National Express East Anglia |                                                      |
| Chislehurst         | Bromley              | Southeastern                 |                                                      |
| Cockfosters         | Enfield              | London Underground           |                                                      |
| Dagenham Dock       | Barking and Dagenham | c2c                          |                                                      |
| Dagenham East       | Barking and Dagenham | London Underground           |                                                      |
| Dagenham Heathway   | Barking and Dagenham | London Underground           |                                                      |
| Eastcote            | Hillingdon           | London Underground           |                                                      |
| East Croydon        | Croydon              | Southern                     |                                                      |
| Eden Park           | Bromley              | Southeastern                 |                                                      |
| Edgware             | Barnet               | London Underground           |                                                      |
| Enfield Chase       | Enfield              | First Capital Connect        |                                                      |
| Enfield Town        | Enfield              | National Express East Anglia |                                                      |
| Gordon Hill         | Enfield              | First Capital Connect        |                                                      |
| Grange Park         | Enfield              | First Capital Connect        |                                                      |
| Harrow & Wealdstone | Harrow               | London Underground           |                                                      |
| Harrow-on-the-Hill  | Harrow               | London Underground           |                                                      |
| Hatton Cross        | Hounslow             | London Underground           | Anche in Travelcard Zone 6                           |
| Hayes               | Bromley              | Southeastern                 |                                                      |
| Hayes & Harlington  | Hillingdon           | First Great Western          |                                                      |
| Headstone Lane      | Harrow               | London Overground            |                                                      |
| High Barnet         | Barnet               | London Underground           |                                                      |
| Hounslow            | Hounslow             | South West Trains            |                                                      |
| Hounslow West       | Hounslow             | London Underground           |                                                      |
| New Barnet          | Barnet               | First Capital Connect        |                                                      |
| Norbiton            | Kingston             | South West Trains            |                                                      |
| North Harrow        | Harrow               | London Underground           |                                                      |
| Northolt            | Ealing               | London Underground           |                                                      |
| Northolt Park       | Ealing               | Chiltern Railways            |                                                      |
| Oakwood             | Enfield              | London Underground           |                                                      |
| Petts Wood          | Bromley              | Southeastern                 |                                                      |
| Pinner              | Harrow               | London Underground           |                                                      |
| Ponders End         | Enfield              | National Express East Anglia |                                                      |
| Rayners Lane        | Harrow               | London Underground           |                                                      |
| Sidcup              | Bexley               | Southeastern                 |                                                      |
| South Croydon       | Croydon              | Southern                     |                                                      |
| South Harrow        | Harrow               | London Underground           |                                                      |
| South Ruislip       | Hillingdon           | Chiltern Railways            |                                                      |
| Southbury           | Enfield              | National Express East Anglia |                                                      |
| Stanmore            | Harrow               | London Underground           |                                                      |
| Stoneleigh          | Epsom and Ewell      | South West Trains            | Fuori dalla Greater London ma inclusa in questa zona |
| Strawberry Hill     | Richmond             | South West Trains            |                                                      |
| Sutton              | Sutton               | Southern                     |                                                      |
| Tolworth            | Kingston             | South West Trains            |                                                      |
| Twickenham          | Richmond             | South West Trains            |                                                      |
| Waddon              | Croydon              | Southern                     |                                                      |
| Wallington          | Sutton               | Southern                     |                                                      |
| West Croydon        | Croydon              | Southern                     |                                                      |
| West Harrow         | Harrow               | London Underground           |                                                      |
| West Sutton         | Sutton               | First Capital Connect        |                                                      |
| West Wickham        | Bromley              | Southeastern                 |                                                      |
| Whitton             | Richmond             | South West Trains            |                                                      |

## Zone tariffarie
Esistono due tipi di tariffe disponibili per i viaggiatori della Zone 5: Travelcard (biglietto cartaceo) e Oyster pay as you go. La tariffa Oyster pay as you go è basata sulla distanza e sull'orario in cui si viaggia mentre la Travelcard tiene conto soltanto delle zone in cui si viaggia. Le tariffe per viaggiare verso o dalla Zone 5 sono le seguenti:
|                                   | Zona 1 | Zona 2 | Zona 3 | Zona 4 | Zona 5 | Zona 6 | Zona 7 | Zona 8 | Zona 9 |
| --------------------------------- | ------ | ------ | ------ | ------ | ------ | ------ | ------ | ------ | ------ |
| Travelcard Biglietto o Oyster     | £4     | £3     | £4     | £3     | £3     | £3     | £3     | £3     | £3     |
| Oyster Da lun. a ven.: 7-19       | £3.50  | £1.80  | £2.50  | £1     | £1     | £1     | £2     | £2.50  | £2.50  |
| Oyster Da lun. a ven: altri orari | £2     | £2     | £1     | £1     | £1     | £1     | £1     | £1     | £1     |

Queste tariffe non vengono applicate da tutte le Compagnie ferroviarie operanti sul National Rail. Occorre consultare i singoli siti web delle stesse.